# Daz Sampson
Pour les articles homonymes, voir Sampson.
Darren "Daz" Sampson est un chanteur et producteur de dance britannique, né le 28 novembre 1974 à Stockport dans le Grand Manchester.
Il a été membres des groupes :
- Uniting Nations (Out of touch)
- Rikki & Daz (Rhinestone Cowboy)
- Bus Stop (Kung Fu Fighting)

Daz Sampson totalisa 25 points au Concours Eurovision de la chanson 2006 avec son titre Teenage Life, le classant à la 19ème place sur 24 pays participants.